# Aaron Valdes
Aaron Valdes (Whittier, 15 giugno 1993) è un cestista statunitense.